# Courcelles-sur-Seine
Courcelles-sur-Seine és un municipi francès situat al departament de l'Eure i a la regió de Normandia. L'any 2007 tenia 1.580 habitants.

## Demografia

### Població
El 2007 la població de fet de Courcelles-sur-Seine era de 1.580 persones. Hi havia 604 famílies, de les quals 116 eren unipersonals (44 homes vivint sols i 72 dones vivint soles), 216 parelles sense fills, 244 parelles amb fills i 28 famílies monoparentals amb fills.
La població ha evolucionat segons el següent gràfic:
Habitants censats

### Habitatges
El 2007 hi havia 621 habitatges, 604 eren l'habitatge principal de la família, 9 eren segones residències i 8 estaven desocupats. 564 eren cases i 39 eren apartaments. Dels 604 habitatges principals, 499 estaven ocupats pels seus propietaris, 95 estaven llogats i ocupats pels llogaters i 10 estaven cedits a títol gratuït; 16 tenien una cambra, 21 en tenien dues, 68 en tenien tres, 184 en tenien quatre i 315 en tenien cinc o més. 475 habitatges disposaven pel capbaix d'una plaça de pàrquing. A 289 habitatges hi havia un automòbil i a 256 n'hi havia dos o més.

### Piràmide de població
La piràmide de població per edats i sexe el 2009 era:
| Homes | Edats   | Dones |
| ----- | ------- | ----- |
| 0     | 95 o +  | 0     |
| 0     | 90 a 94 | 4     |
| 4     | 85 a 89 | 8     |
| 4     | 80 a 84 | 4     |
| 16    | 75 a 79 | 20    |
| 36    | 70 a 74 | 60    |
| 36    | 65 a 69 | 32    |
| 24    | 60 a 64 | 28    |
| 60    | 55 a 59 | 36    |
| 48    | 50 a 54 | 48    |
| 84    | 45 a 49 | 84    |
| 68    | 40 a 44 | 36    |
| 60    | 35 a 39 | 80    |
| 24    | 30 a 34 | 40    |
| 52    | 25 a 29 | 20    |
| 56    | 20 a 24 | 28    |
| 56    | 15 a 19 | 68    |
| 64    | 10 a 14 | 84    |
| 36    | 5 a 9   | 36    |
| 28    | 0 a 4   | 40    |

## Economia
El 2007 la població en edat de treballar era de 1.084 persones, 764 eren actives i 320 eren inactives. De les 764 persones actives 696 estaven ocupades (386 homes i 310 dones) i 68 estaven aturades (34 homes i 34 dones). De les 320 persones inactives 97 estaven jubilades, 122 estaven estudiant i 101 estaven classificades com a «altres inactius».

### Ingressos
El 2009 a Courcelles-sur-Seine hi havia 623 unitats fiscals que integraven 1.662 persones, la mediana anual d'ingressos fiscals per persona era de 19.548 €.

### Activitats econòmiques
Dels 54 establiments que hi havia el 2007, 1 era d'una empresa alimentària, 1 d'una empresa de fabricació de material elèctric, 7 d'empreses de fabricació d'altres productes industrials, 15 d'empreses de construcció, 7 d'empreses de comerç i reparació d'automòbils, 3 d'empreses de transport, 2 d'empreses d'hostatgeria i restauració, 1 d'una empresa d'informació i comunicació, 5 d'empreses de serveis, 6 d'entitats de l'administració pública i 6 d'empreses classificades com a «altres activitats de serveis».
Dels 15 establiments de servei als particulars que hi havia el 2009, 1 era un taller de reparació d'automòbils i de material agrícola, 1 paleta, 1 guixaire pintor, 2 fusteries, 2 lampisteries, 3 electricistes, 1 empresa de construcció, 1 perruqueria, 1 restaurant i 2 salons de bellesa.
Dels 2 establiments comercials que hi havia el 2009, 1 era una botiga de menys de 120 m² i 1 una peixateria.

## Equipaments sanitaris i escolars
L'únic equipament sanitari que hi havia el 2009 era una farmàcia.
El 2009 hi havia 1 escola maternal i 1 escola elemental.

## Poblacions més properes
El següent diagrama mostra les poblacions més properes.